# Pilar Albarracín
Pilar Albarracín est une artiste contemporaine espagnole née à Séville en 1968. Elle vit et travaille entre Madrid et Séville, en Espagne.

## Biographie
Son père est vétérinaire, puis professeur, sa mère est également enseignante. Jusqu'à 17 ans elle vit dans la province de Huelva, avant de partir pour l'Irlande, l'Allemagne et la France. Elle est diplômée des beaux-arts de l'université de Séville et étudia également la psychologie.
En photographie ou vidéo, elle se met en scène de façon volontairement artificielle dans des performances tragi-comiques.

## Pratique artistique
L'œuvre de Pilar Albarracín est un acte d'affirmation, un exercice d'analyse des clichés que représente l'identité andalouse. Le folklore et les traditions populaires, les rituels alimentaires, les mythes religieux, le rôle de la femme dans la distribution des pouvoirs et les fêtes collectives comme la tauromachie constituent l'essentiel de son inspiration. À travers ses réflexions, elle propose une lecture critiques et subversive de ces différents sujets, propre à sa culture. Consciente que les modèles héréditaires configurent l'imaginaire, et régulent l'identité et la morale des villages du sud de l'Espagne, elle utilise la satire et l'ironie.

Dans ses performances, elle se met en scène et devient paysanne, émigrante, gitane, femme maltraitée, mère au foyer ou danseuse et chanteuse de flamenco. Elle met en jeu son énergie personnelle et s'implique totalement dans ce travail de dédoublement. 
« C'est comme être une médium par laquelle entre chaque personnage, pour partir ensuite et laisser place au suivant. »

## Expositions personnelles (sélection)[4]
2025
- Pilar Albarracín. N'éteins pas la flamme, Musée Goya, Castres, France (Commissaire : Joëlle Arches)

2020
- Pilar Albarracín. No apagues mi fuego, déjame arder. Galerie Georges-Philippe & Nathalie Vallois, Paris, France

2019
- Pilar Albarracín, MAIIAM Contemporary Art Museum, Chiang Mai, Thailande (Commissaires: Kittima Chareeprasit, Eric Bunnag, Jean-Michel Beurdeley)
- Recuerdos de España (Souvenir d’Espagne), Maison de la Culture d’Amiens, Festival Internacional de Cine, Amiens, France

2018
- Pilar Albarracín Qué me quiten lo bailao, Tabacalera Promoción del Arte, Madrid, Espagne (Commissaire : Pía Ogea)

2017
- Extractos de fuego y de veneno, Centro de Cultura Contemporánea La Madraza, Grenade, Espagne
- Anatomía Flamenca, Galerie Georges-Philippe et Nathalie Vallois, París, France
- Ritos de fiestas y sangre, CAC, Málaga, Espagne
- En Sevilla Hay que Morir, CAS, Sevilla, Espagne
- ¡Viva España!, MACBA Museo de Arte Contemporáneo de Buenos Aires, Argentine

2015
- La Calle del Infierno, Galerie Georges-Philippe & Nathalie Vallois, Paris, France
- Chorégraphies pour le salut, Théâtre national de Chaillot, Paris, France

2014
- Asnería, musée national Picasso « La Guerre et la Paix », Vallauris, France **
- El Nuevo Mundo, Galeria Javíer López, Madrid, Espagne
- La Calle de los Pasos Perdidos, Centre photographique de Lectoure, Lectoure, France
- Art is Reality is Art, Musée en Herbe, Paris, France

2013
- Pilar Albarracín – Marseille & Création MUCEM, Marseille, France

2012
- El Origen del Nuevo Mundo, Galerie Georges-Philippe & Nathalie Vallois, Paris, France
- Le duende volé, XXIV Festival Arte Flamenco, musée Despiau-Wlérick, Mont-de-Marsan, France *

2011
- She Dances Alone: Pilar Albarracín in Musical Dancing Spanish Dolls, New World Museum, Houston (Texas), États-Unis
- Coreografías para la salvación, La Conservera, Centre d’art contemporain Ceutí, Murcie, Espagne *
- Pilar Albarracín, Centre d'art contemporain Raymond Farbos, Mont-de-Marsan, France

2010
- Recuerdos de España, Institut Cervantes de Tokyo, Tokyo, Japon
- Fabulations, commissaire : Jackie Ruth Meyer, Les Moulins, Centre d'art le Lait, Albi, France *
- Pilar Albarracín, galerie Filomena Soares, Lisbonne, Portugal

2009
- Pilar Albarracín, Galerie Georges-Philippe & Nathalie Vallois, Paris, France
- Recuerdos de España, Palacio Episcopal, Málaga, Espagne

2008
- Mortal cadencia, La Maison rouge, Paris, France
- Les Marmites enragées, Project Room, Galerie Georges-Philippe & Nathalie Vallois, Paris, France

2007
- Centre culturel d'Espagne à Lima, Lima, Pérou

2006
- "... Y no estaba muerta, no, no, que estaba enn la cocina", galerie Filomena Soares, Lisbonne, Portugal

2005
- Pilar Albarracín, galerie Kewenig, Cologne, Allemagne

2004
- Pilar Albarracin, commissaire : Rosa Martinez, Reales Atarazanas de Sevilla, Séville, Espagne

2003
- Pilar Albarracin, commissaire : Alavaro Rodriguez Fominaya, la Caja Negra, Centro Atlantico de Arte Moderno, Las Palmas de Gran Canaria, Espagne

2002
- Buscando a herr Traumerreger / Looking for Herr Traumerreger, commissaires : Maria José Balcells et Pepa Palomar, fondation "La Caixa", Barcelone, Espagne
- El viaje. Habibi / The Trip. Habibi, Project Room, commissaires: Salah M. Hassan, Rosa Martinez et Octavio Zaya, Arco 2002, Madrid, Espagne

## Dernières expositions collectives
2020
- Listen to me!, DA2 Domus Artium 2002, Commissaires: Ana Gabriela Ballate Benavides, Yadira de Armas Rodríguez, Salamanque, Espagne
- 9 recorridos en vídeo por la Colección MUSAC, MUSAC Museo de Arte Contemporáneo de Castilla y León, Commissaires: Natalia Piñuel y Enrique Piñuel León, León, Espagne
- Day for night, SHED Centre d’Art Contemporain de Normandie, Collection vidéo d’Antoine de Galbert, Commissaire: Antoine de Galbert Rouen, France
- Cœurs, du romantisme dans l’art contemporain, Musée de la Vie Romantique de Paris, Commissaires: Gaëlle Rio, Maribel Nadal Jové, Paris, France
- Cinco itinerarios con un punto de vista. Colección MUSAC, Museo de Arte Contemporáneo de Castilla y León, MUSAC, Commissaire: Manuel Olveira, Leon, Espagne (ES)
- El sueño de la razón. La sombra de Goya en el arte contemporáneo, Kubo-kutxa Fundazioa, Commissaire: Oliva María Rubio, Donostia, Espagne (ES), La Lonja, Saragosse, Espagne

2019
- Je mange donc je suis, Musée de l’Homme, Commissaires: Marie Merlin, Christophe Lavelle, Paris, France
- Recuerdos de viaje. Historia del souvenir en Andalucía, Museo de la Autonomía de Andalucía. Commissaire: Rocío Plaza Orellana, Séville, Espagne
- El hecho alegre. Una mecánica popular de los sentidos, La Casa Encendida, Commissaire: Tania Pardo Madrid, Espagne
- En la piel del otro, Théâtre National de l’Opéra Comique, Commissaire: Charlotte Laubard,Paris, France
- Equivocada no es mi nombre, LABoral Centro de Arte y Creación Industrial, Commissaire: Semíramis González, Gijón, España
- Le rêve d’être artiste. L’expo qui raconte comment les artistes sont devenus des artistes, Palais des Baux-Arts, Commissaires: Bruno Girveau, Delphine Rousseau, Régis Cotentin, Clémentine Delplancq, Lille, France
- En el nombre del padre, Museo Picasso Barcelona, Commissaire: Rosa Martínez, Barcelone, Espagne
- Animal Insects, Contemporary Arts Center, Commissaire: Steven Matijcio, Cincinnati, Etats-Unis
- Picasso and the Exile, a history of spanish art in resistance to be held, Les Abattoirs Museo-Frac Occitania, Commissaires: Anabelle Ténèze, Emilie Bouvard, Géraldine Mercier Valentin Rodriguez, Toulouse, France
- Togeth’Her, La Monnaie de Paris, Commissaire: David-Hervé Boutin, Paris, France
- Faces, Baluard. Museu d’Art Modern i Contemporani de Palma, Commissaire: Roberta Bosco, Stefano Caldana, Palma de Mallorca, Espagne
- Jungle Fever, Galerie Georges-Philippe & Nathalie Vallois, Paris, France

2018
- Quel Amour!, Museo colección Berardo, Commissaire: Eric Corne, Lisbonne, Portugal
- Territorios que importan. Género, Arte y Ecología, CDAN, Centro de Arte y Naturaleza, Fundación Beulas, Commissaires: Juan Guardiola, Patricia Mayayo Bost, Huesca, Espagne
- La No Comunidad, Centro Centro, Commissaires : Blanca de la Torre, Ricardo Ramón Jarne, Madrid, Espagne
- De fils ou de fibres, Abbaye Saint André - Centre d’art contemporain, Meymac, France
- Entre la figuración y la abstracción, la acción, CAAC, Centro Andaluz de Arte Contemporáneo, Commissaires : Yolanda Torrubia, Juan Antonio Álvarez Reyes, Séville, Espagne
- Quel amour!?, MAC- Musée d’Art Contemporain de Marseille, Commissaires: Eric Corne, Thierry Ollat, Marseille, France
- Supervivientes : La violencia machista como tema en el arte contemporáneo del Estado Español, Sala de exposiciones Juana Francés, Commissaire: Elena Fraj, Zaragosse, Espagne
- Guernica, Musée National Picasso-Paris, Commissaire: Emilie Bouvard, Paris, France